# 3616 Glazunov
A 3616 Glazunov (ideiglenes jelöléssel 1984 JJ2) a Naprendszer kisbolygóövében található aszteroida. Ljudmila Vasziljevna Zsuravljova fedezte fel 1984. május 3-án.